# Głuszkowo (obwód kurski)
Głuszkowo (ros. Глушково) – osiedle typu miejskiego w zachodniej Rosji, centrum administracyjne rejonu głuszkowskiego w obwodzie kurskim.
Jednocześnie jest to jednostka administracyjna (osiedle miejskie) rejonu.

## Geografia
Miejscowość położona jest nad rzeką Sejm, 116 km od Kurska.
W granicach miejscowości znajdują się ulice: 60 let Oktiabria, 8 Marta, Dzierżynskogo, Komsomolskaja, Krasnoarmiejskaja, Lenina, Mirnaja, Mołodiożnaja, Nabierieżnaja, Oktiabrskaja,  Pierwomajskaja, Pionierskaja, Proletarskaja, Sadowaja, Sowietskaja, Stritielej, Udarnaja, Maksima Gorkogo, zaułek Maksima Gorkogo, zaułek Sadowyj, zaułek Sowietskij.

## Historia
W dniu 16 sierpnia 2024 w trakcie ofensywy kurskiej wojska ukraińskie w ataku rakietowym zniszczyły całkowicie most przez rzekę Sejm w tej miejscowości. Spowodowało to znaczne utrudnienia dla logistyki przeciwnika.

## Demografia
W 2010 r. miejscowość liczyła sobie 4153 mieszkańców.